# Бельго
Бельго́ (рос. Бельго) — село у складі Комсомольського району Хабаровського краю, Росія. Адміністративний центр Бельговського сільського поселення.

## Населення
Населення — 378 осіб (2010; 442 у 2002).
Національний склад (станом на 2002 рік):
- нанайці — 48 %
- росіяни — 39 %